# La Brisa, Guanajuato
La Brisa är en ort i Mexiko.   Den ligger i kommunen Abasolo och delstaten Guanajuato, i den centrala delen av landet, 260 km väster om huvudstaden Mexico City. La Brisa ligger 1 707 meter över havet och antalet invånare är 440.
Terrängen runt La Brisa är huvudsakligen platt, men västerut är den kuperad. Terrängen runt La Brisa sluttar österut. Runt La Brisa är det ganska tätbefolkat, med 166 invånare per kvadratkilometer. Närmaste större samhälle är Abasolo, 14,4 km väster om La Brisa. Trakten runt La Brisa består till största delen av jordbruksmark.